# Catedral metropolitana de Cebú
La Catedral Metropolitana de Cebú (en cebuano: Metropolitanong Katedral sa Sugbo) cuyo título completo original es el de Catedral metropolitana y parroquia de san Vital y los Ángeles Custodios (consagrada a los santos ángeles custodios y dedicada al santo), es la sede eclesiástica de la arquidiócesis de Cebú, Cebú, Filipinas. Cebú fue establecida como diócesis el 14 de agosto de 1595. Fue elevada a archidiócesis metropolitana como el 28 de abril de 1934 con las diócesis de Dumaguete, Maasin, Tagbilaran, y Talibon como sufragáneas.
Antes de erigirse como iglesia primada en Cebú, la iglesia fue una de las primeras en las Filipinas (aparte de la Basílica del Santo Niño) dedicada a san Vital y construida cerca del fuerte en abril de 1565 por Miguel López de Legazpi, Fray Andrés de Urdaneta y Fray Diego de Herrera.
La construcción de la catedral tardó muchos años debido a las interrupciones frecuentes, provocadas por la falta de fondos y otros eventos inesperados. En un tiempo, los fondos destinados a la construcción de la catedral fueron desviados a las guerras contra los "moros".
Durante la Segunda Guerra Mundial, gran parte de la catedral fue destruida por los bombardeos aliados de la ciudad. Sólo el campanario (construido en 1835), la fachada y las paredes quedaron. Fue reconstruida rápidamente en la década de 1950 bajo la supervisión del arquitecto José Ma. Zaragoza, durante la incumbencia del Arzobispo Gabriel Reyes.